# Guggernüll (Oberhalbsteiner Alpen)
Das Guggernüll (rätoromanisch Cucalner) ist ein 2535 m ü. M. hoher Berg im Schweizer Kanton Graubünden.
Der Gipfel liegt auf der Grenze zwischen den Gemeinden Avers und Ferrera, die hier durch den Westgrat des Usser Wissberg (3052 m ü. M.) gebildet wird. Im Westen und Norden fällt der Berg fast 1000 Meter steil zum Averser Rhein respektive ins Val Starlera ab.